# Venus Frigida
Venus Frigida (Nederlands: Bevroren Venus) is een schilderij uit 1614 van kunstenaar Peter Paul Rubens. Het paneel behoort tot een kleine groep werken die Rubens signeerde en van een jaartal heeft voorzien. Het schilderij behoort tot de collectie van het Koninklijk Museum voor Schone Kunsten Antwerpen.

## Beschrijving
Rubens schildert hier Venus als mythologische godin van de schoonheid en de liefde. De godin zit rillend van de kou op de voorgrond. Aan haar voeten zit Amor, haar zoon, hij heeft zijn liefdespijlen ingeruild voor de lendendoek van Venus. Op deze manier probeert Amor zich te beschermen tegen de koude. Achter haar staat een sater. Rubens verwijst hiermee naar een gezegde van de Romeinse auteur Publius Terentius Afer: 'Sine Cerere et Baccho friget Venus 'of 'Zonder Ceres en Bacchus bevriest Venus' wat wil zeggen Zonder Brood en Wijn is er geen liefde. Vanaf de renaissance haalden heel wat kunstenaars inspiratie uit dit eeuwenoude gezegde. Het schilderen van Venus is van groot belang geweest voor de ontwikkeling van Rubens' voluptueuze stijl van het naaktschilderen.

## Rubens' inspiratie

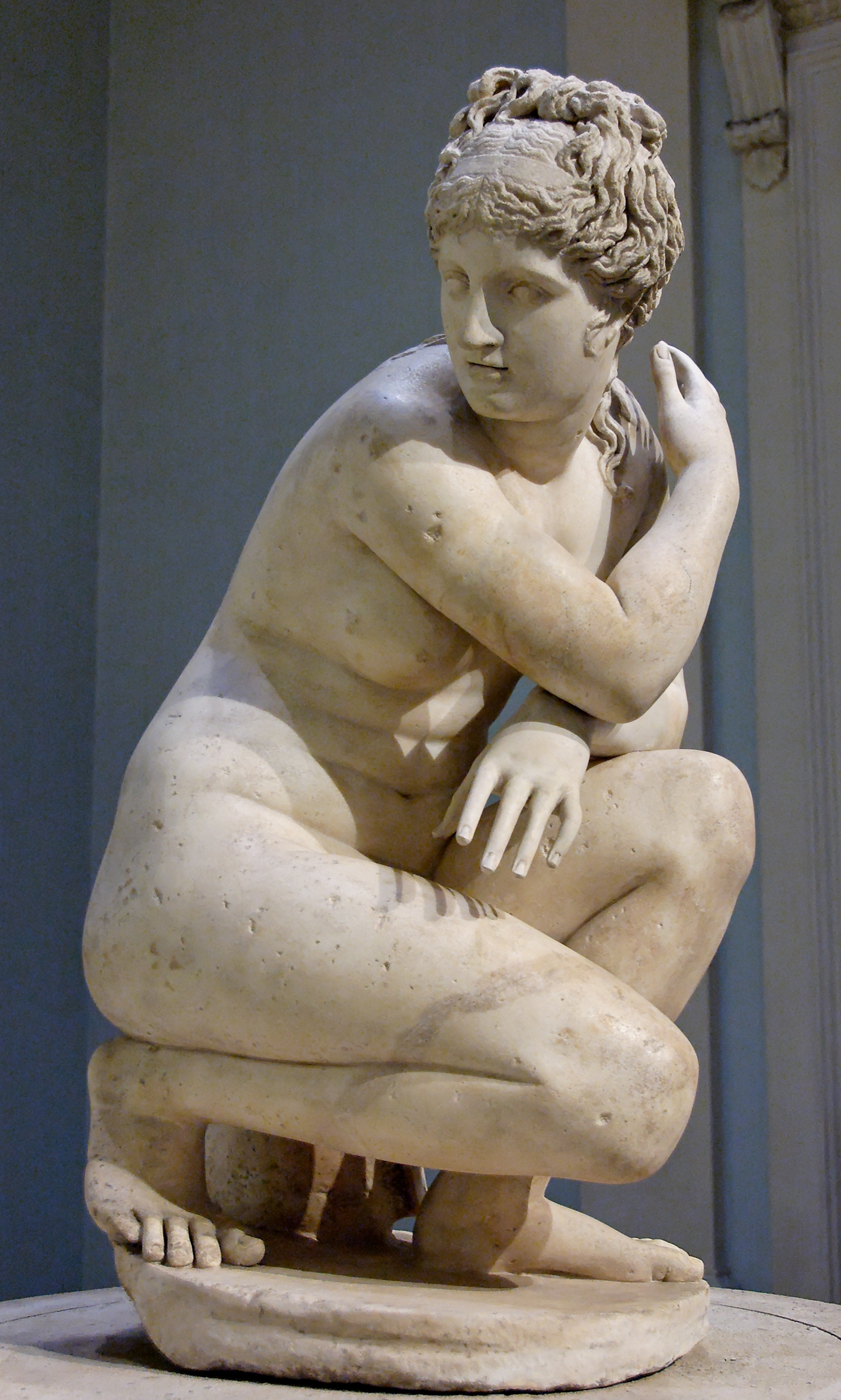
Gehurkte Venus, de inspiratiebron voor Venus Frigida

Rubens schilderde zijn Venus niet naar een levend model. Naakt poseren was in de 17e eeuw nog niet vanzelfsprekend. Rubens kopieerde daarom houdingen van beelden uit de Oudheid en de Renaissance. Voor dit schilderij liet de kunstenaar zich inspireren door de rug van een marmeren beeld dat hij in Italië gezien had.
Rubens bezocht Italië en meer bepaald de stad Mantua, waar hij tot 1608 in dienst trad van Vincenzo I Gonzaga. Gonzaga was in het bezit van een beeldhouwwerk van de Griek Doidalses dat later aan de Engelse koning Karel I werd verkocht. Rubens was trouwens betrokken bij die verkoop, aangezien hij Karels adviseur was inzake kunstvoorwerpen. Toen de kunstwerken van Karel I verspreid geraakten, kwam dit beeld in het bezit van Peter Lely, die door de Engelse koning Karel II tot hofschilder werd benoemd. De Engelsen noemen het beeld nog steeds Lely Venus en het staat nu in het British Museum.

## Rubens' techniek
Rubens schilderde vrouwen van vlees en bloed, met cellulitis en andere onvolkomenheden maar toch erotisch. Zijn naakte vrouwen zijn bloot, wollig en weerloos. De Venusfiguur in dit schilderij toont zijn meesterschap in het schilderen van het naakt. Hij gebruikte hierbij een variatie op een techniek die al bestond: de imprimatura of grijze onderlaag, ook troebel medium genoemd. Die onderlaag was op zijn doeken bijna of helemaal niet doorschijnend zoals dat wel was bij de schilderijen op houten panelen. Dat liet hem toe om de huidtinten licht te laten doorschijnen. Wat nieuw was was dat hij die grijze onderlaag bedekte met een transparante roze laag zodat de kijker de naakte huid zag met een roosblauwachtig effect. Hij kon als geen ander ook in de schaduwen en halfschaduwen de menselijke huid laten doorschemeren. Door vleestinten te combineren met rode, oranje, gele en blauwe schakeringen toverde Rubens het stenen model om tot een vrouw van vlees en bloed. Door deze nuances wordt de rillende huid goed weergegeven.

## Rubens' Venus Frigida doorgelicht
Onderzoek wees uit dat twee planken met een totale breedte van 70 cm tegen het oorspronkelijk paneel werden gelijmd. Hetzelfde gebeurde bovenaan en rechts. De evidente vraag is of Rubens het landschap ook zelf schilderde. De virtuositeit waarmee Rubens de figuren schilderde laat er geen twijfel over bestaan dat ze door hem zijn gemaakt. Het werk kwam tot stand in zijn zogenaamde klassieke periode (1612-1616). Alles is overzichtelijk, beheerst, evenwichtig en op het doek gebracht met een koel coloriet.